# Vägmarkeringar i Sverige
I Sverige finns reglerna för vägmarkeringar förtecknade i och reglerade genom Vägmärkesförordningen (2007:90). Vägmarkeringar är normalt vita; är de gula rör det sig om tillfälliga markeringar vid till exempel vägarbeten.

## Vägmarkeringar

### Förbud mot att stanna
Förbud mot att stanna anges av en gul heldragen linje längs vägkanten.

### Hastighet
Hastighetsbegränsningar kan anges genom vita siffror i en vit ring.

### Heldragen linje
Heldragen linje förekommer normalt på vägar med två körfält i varje riktning. Fordon får inte korsa linjen med något hjul. Heldragen linje kan även kombineras med streckad linje.

### Kantlinje
Kantlinjen är i regel streckad. Man får köra över streckad kantlinje för att till exempel underlätta en omkörning. Heldragen kantlinje används där det bedöms som olämpligt att köra på vägrenen. 

### Körfältsbyte
En krökt pil används för att förvarna om körfältsbyte.

### Körfältspilar
Om linjen mellan körfälten är heldragen anger pilarna vilken väg man måste ta. Annars anger de rekommenderad körväg.

### Ledlinjer
Ledlinjer anger hur svängade trafik ska köra genom en korsning.

### Mittlinje
Mittlinjen är en streckad linje. På landsväg är linjen tre meter lång och har nio meter avstånd mellan sig. I tätbebyggt område kan avståndet mellan strecken vara mindre.

### Parkeringsförbud
En gul streckad linje längs vägkanten upplyser om parkeringsförbud eller en busshållplats.

### Reversibelt körfält
Dubbel streckad linje används för att avgränsa körfält som omväxlande används i olika riktningar.

### Spärrområde
Spärrområde är ett randigt område med linje runt som det är förbjudet att köra in i.

### Stopplinje
Stopplinjen anger var man ska stanna enligt trafiksignal eller vägmärke. En triangel med spetsen mot föraren används för att förvarna om stopplikt.

### Uppställningsplats
Uppställningsplats markeras med heldragna eller brutna linjer. Fordonet måste parkera med alla hjul innanför linjerna.

### Varningslinje
Varningslinjen är nio meter lång och avståndet mellan linjerna är tre meter. Varningslinjen ersätter mittlinjen på vägar som är smalare än sju meter. Den kan även finnas på bredare vägar i tätbebyggda områden eller för att varna om heldragen linje eller särskild fara.

### Vägnummer
Vägnummer kan anges på vägen som vit text i en vit ruta.

### Väjningsplikt
En väjningslinje förtydligar vägmärket för väjningsplikt. En triangel med spetsen mot föraren används för att förvarna om väjningsplikt.

### Ändamålsplats
Ändamålsplatser kan markeras med text som "lastplats".